# Банай, Меир
Меир Банай (ивр. מאיר בנאי‎;
5 июля 1961, Иерусалим — 12 января 2017, Хемед) — израильский поп- и рок-певец, композитор и поэт-песенник. Диски Баная, в том числе семь студийных альбомов, разошлись общим тиражом свыше 150 тысяч экземпляров, а сам он в 1992 году был признан певцом года в Израиле.

## Биография
Родился в Иерусалиме и вырос в Беэр-Шеве, став первенцем в семье судьи Ицхака Баная. Хотя его родители сами не занимались музыкой, он стал первым представителем второго поколения музыкантов в клане Банаев — его дядя, Йоси Банай, был известным в Израиле актёром и шансонье и позже был удостоен Премии Израиля. Позже по его стопам в музыку пришли его младший брат Эвьятар и сестра Орна; среди других представителей клана Банаев в израильской музыке — двоюродные братья Меира Юваль (солист группы «Машина») и Эхуд.
Писал песни и играл на гитаре с 17 лет. После окончания службы в армии он впервые выступил публично в телепередаче «Пришло время», но свой первый диск выпустил только в 1982 году. На изданном за собственный счёт сингле были две песни — «Эль ха-менуха» («К пристанищу») и «Эвьятар». Вторая песня, посвящённая младшему брату автора, стала хитом. На молодого певца обратил внимание композитор-песенник и музыкальный продюсер Нахум Хейман, подписавший с ним контракт на выход лонгплея, который вышел уже в 1984 году под названием «Меир Банай» на лейбле My Music. Обработкой песен на этом первом альбоме Баная занимался Арик Рудих, но автором текстов и музыки ко всем композициям (кроме песни «Зе халом», где композитором выступил Рудих) был сам Меир, в одной из них также исполнивший партию акустической гитары.
Несмотря на успех альбома, к моменту его выхода стиль Баная сформировался ещё не полностью и колебался между классической ивритской эстрадой и роком. Выход альбома не сопровождался отдельным промотуром; вместо этого Банай присоединился к труппе эстрадного ревю «Хопим», программа которого состояла из песен Хеймана. В рамках этой программы он исполнял песни «Тфилат даяг» («Молитва рыбака») на слова Натана Йонатана и «Ат шомаат» («Ты слышишь») на слова Натана Альтермана. В конце 1984 и первой половине 1985 года Банай снимался в мюзикле Ави Нешера «Оригиналы» (ивр. שוברים‎). Главным хитом ленты стала написанная и исполненная самим Меиром «Широ шель Шафшаф» («Песня Шафшафа»). Ещё через год он сыграл в фильме Амнона Рубинштейна «Надя».
Второй сольный альбом Меира Баная — «Гешем» («Дождь») — вышел в 1987 году. Его продюсером выступил Мати Каспи, и ряд песен с диска — титульная композиция, а также песни «Аль тильхи ми-кан» («Не уходи отсюда») и «Ха-месиба ше-нигмера» («Вечеринка, которая закончилась») — стал шлягерами. Сам альбом в считанные месяцы разошёлся в количестве 20 тысяч экземпляров, что соответствует «золотому» тиражу в Израиле и в четыре раза превышало продажи дебютного альбома Баная к тому моменту. На этом диске Банай предстал уже как зрелый, уверенный в себе и оригинальный автор и исполнитель. В мае 1988 года выступление Баная в тель-авивском зале «Цавта» было записано на плёнку, и позже на его материале был выпущен концертный альбом, в который вошли главным образом песни, ранее не включённые в «Гешем», а также номера Баная из ревю «Хопим» и фильма «Оригиналы». На следующий год отдельным синглом вышла песня «Эль ха-халом» («Ко сну»), не включавшаяся в альбомы.
Альбом «Ха-цваим миштаним» («Краски меняются»), выпущенный в 1990 году и спродюсированный Моше Леви, как и концертный альбом, не приобрёл особой популярности, хотя песни с него «Ха-шемеш озевет» («Солнце уходит») и «Ат ахат яхида» («Ты единственная») часто включались в ночную ротацию радиостанций. Новый успех пришёл к Банаю в 1992 году, с выходом альбома «Увейнехем» («А между ними»), почти все композиции которого снова были сочинены им, за исключением титульной песни, соавтором слов которой выступила его жена Анат, и «Нигмерот ли ха-милим» («У меня кончаются слова»), написанной Эхудом Манором. Включённые в этот диск песни «Ахава кцара» («Короткая любовь») и «Шар ха-рахамим» («Врата милосердия») стали хитами радиопрограмм, а сам Банай был признан певцом года в Израиле.
Во второй половине 1990-х годов он сотрудничал с различными авторами и исполнителями, включая своих кузенов Эхуда и Юваля и Аркадия Духина, с которыми проводил общие концерты (серия выступлений с Духиным проходила под названием «Аркадий Банай Меир Духин»), и Эхуда Манора, для которого написал музыку к песне «Моледет» («Родина»), вошедшую в альбом «Эйн ли эрец ахерет» («У меня нет другой земли»). В 1996 году вышел пятый студийный альбом Баная, а в 1999 году — совместный мини-альбом с Духиным, «Домино», на котором было пять песен; каждый из двух музыкантов написал для этой пластинки по две песни, а титульная композиция была плодом совместного творчества. В начале 2000-х годов прошёл цикл совместных концертов Меира и Орны Банай.
В 2001 году вышел спродюсированный Моше Леви студийный альбом Баная «Лев садук» («Треснутое сердце»); популярность обрели титульная песня альбома, а также вошедшие в него песни «Элейя» («К ней») и «Бейнатаим» («Между тем»). На следующий год был издан двойной альбом «Кама ахава» («Сколько любви»); первый диск составили в основном шлягеры Баная прежних лет, а во второй вошли новые песни в акустическом исполнении. Последний студийный альбом Баная — «Шма коли» («Услышь мой голос») — вышел в свет в 2007 году. В этот альбом были включены песни на стихи (пиютим) религиозных еврейских поэтов прошлого, таких как рабби Шалом Шавази и Ибн Гебироль; Банай стал одним из первых исполнителей, познакомивших израильский мейнстрим с сефардской духовной классикой. В 2008 году ему была присуждена премия Ландау в области сценических искусств.
В последние годы жизни Меир Банай боролся с раком. Несмотря на болезнь, он до самого конца продолжал писать песни. Умер в своём доме в мошаве Хемед, оставив после себя двух детей — Ноама и Ногу. Похоронен на иерусалимском кладбище «Гар а-Менухот».

## Дискография

### Альбомы
- 1984 — Меир Банай
- 1987 — Гешем (Дождь, ивр. גשם‎)
- 1988 — Меир Банай — Хофаа хая (Меир Банай — Концерт, ивр. מאיר בנאי - הופעה חיה‎)
- 1990 — Ха-цваим миштаним (Краски меняются, ивр. הצבעים משתנים‎)
- 1992 — Увейнехем (А между ними, ивр. וביניהם‎)
- 1996 — Мангинат ха-нидудим (Музыка странствий, ивр. מנגינת הנדודים‎)
- 1999 — Домино (ивр. דומינו‎, с Аркадием Духиным[8])
- 2001 — Лев садук (Треснутое сердце, ивр. לב סדוק‎)
- 2007 — Шма коли (Услышь мой голос, ивр. שמע קולי‎)

### Сборники
- 2002 — Кама ахава (Сколько любви, ивр. כמה אהבה‎)
- 2011 — Кмо агам рогеа (Как спокойное озеро, ивр. כמו אגם רוגע‎)

### Синглы
- 1989 — Эль ха-халом (Ко сну, ивр. אל החלום‎)
- 2003 — Роим рахок роим шакуф (Видно далеко, видно ясно, ивр. רואים רחוק רואים שקוף‎)
- 2005 — Шам коль ха-адам (Там весь человек, ивр. שם כל האדם‎)